# هاينز هينيغ
هاينز هينيغ (بالألمانية: Heinz Hennig)‏ هو موزع وأستاذ جامعي ألماني، ولد في 25 مايو 1927 في بورغ باي ماغدبورغ في ألمانيا، وتوفي في 29 يناير 2002 في هانوفر في ألمانيا.

## وصلات خارجية
- هاينز هينيغ على موقع ميوزك برينز (الإنجليزية)
- هاينز هينيغ على موقع أول ميوزيك (الإنجليزية)
- هاينز هينيغ على موقع ديسكوغز (الإنجليزية)